# Georg Heinrich Schupp
Georg Heinrich Schupp (* 23. März 1762 in Niederbrechen im Landkreis Limburg-Weilburg; † 19. August 1848 ebenda) war ein deutscher Schultheiß und Mitglied des Nassauischen Landtags.

## Leben
Georg Heinrich Schupp wurde als Sohn des Landwirts Georg Schupp (* um 1725; † 1805) und dessen Ehefrau Anna Catharina Schneider († 1785) geboren.
Er war in seinem Heimatort als Landwirt und Schultheiß tätig, als er 1818 aus der Gruppe der Grundbesitzer des Wahlkreises Dillenburg ein Mandat für die Zweite Kammer des Nassauischen Landtags erhielt. Er blieb bis 1824 in dem Parlament. 